# 诺济耶尔 (阿尔代什省)
诺济耶尔（法語：Nozières，法語發音：[nozjɛʁ]）是法国阿尔代什省的一个市镇，属于罗讷河畔图尔农区。

## 地理
诺济耶尔（45°1'43"N, 4°32'37"E）面积21.79 平方千米，位于法国奥弗涅-罗讷-阿尔卑斯大区阿尔代什省，该省份为法国东南部内陆省份，北起顺时针与卢瓦尔省、伊泽尔省、德龙省、沃克吕兹省、加尔省、洛泽尔省和上盧瓦爾省接壤。
与诺济耶尔接壤的市镇（或旧市镇、城区）包括：代赛涅、昂皮拉尼、拉巴蒂当多尔、拉法尔、拉马斯特尔、帕亚雷斯、圣费利西安。
诺济耶尔的时区为UTC+01:00、UTC+02:00（夏令时）。

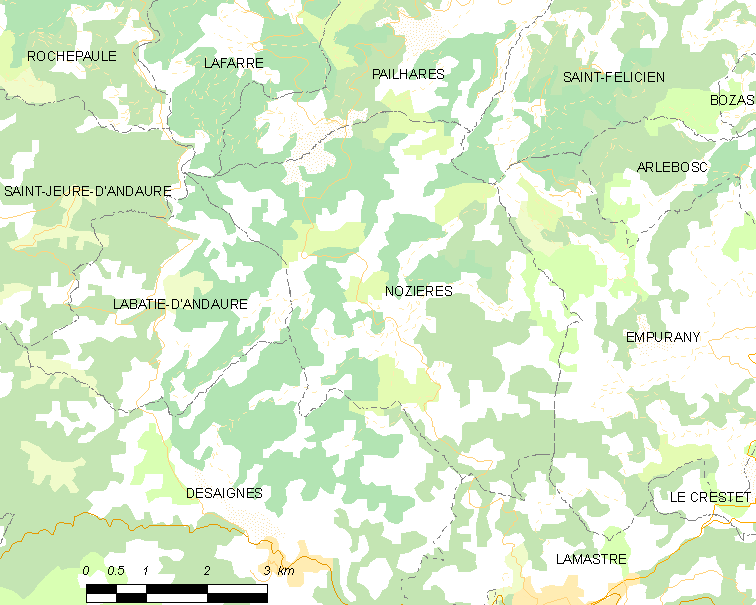
诺济耶尔的OSM定位图

## 行政
诺济耶尔的邮政编码为07270，INSEE市镇编码为07166。

## 政治
诺济耶尔所属的省级选区为上维瓦赖县。

## 人口

1962-2008年间诺济耶尔人口变化图示

诺济耶尔于2022年1月1日时的人口数量为240人。